# Solanum dolichorhachis
Solanum dolichorhachis är en potatisväxtart som beskrevs av Friedrich August Georg Bitter. Solanum dolichorhachis ingår i släktet skattor som ingår i familjen potatisväxter. IUCN kategoriserar arten globalt som akut hotad. Inga underarter finns listade i Catalogue of Life.